# تراسي نورمان
تراسي نورمان (بالإنجليزية: Tracey Africa)‏ هي عارضة أمريكية، ولدت في 1951 في الولايات المتحدة.